# Castelul Sant'Angelo și râul Tibru, Roma
Castelul Sant'Angelo și râul Tibru, Roma este o pictură în ulei pe pânză realizată de pictorul francez Jean-Baptiste-Camille Corot între 1826 și 1828. Este o vedută care înfățișează peisajul urban format de castelul Sant'Angelo și râul Tibru, în Roma, Italia. Este păstrată la muzeul Luvru, în Paris. Corot a semnat pictura, în stânga jos.

## Descriere
Tabloul este unul dintre cele câteva pe care Corot le-a realizat cu același subiect în timpul unei șederi la Roma în tinerețe. Pictura înfățișează o vedere a Romei, ocupată în mare parte de râul Tibru, în prim-plan, în timp ce castelul Sant'Angelo este văzut în centru-stânga. De asemenea, este prezentat un pod care traversează râul și mai multe clădiri în dreapta. Pictorul a folosit tușe libere pe pânză, într-o tehnică care pare sumară sau chiar pre-impresionistă.

## Proveniență
Pictura a fost oferită muzeului Luvru în 1906 de pictorul francez și colecționarul de artă Étienne Moreau-Nélaton.